# Oceanic (Schiff, 1928)
Die Oceanic war ein 1928 von der britischen Reederei White Star Line bei der Werft Harland & Wolff in Auftrag gegebenes Passagierschiff für den Transatlantikverkehr zwischen Europa und den USA und wäre das dritte Schiff dieses Namens der White Star Line gewesen. Der Bau des Schiffes wurde planmäßig begonnen, musste jedoch dann etwa ein Jahr später aufgrund der Weltwirtschaftskrise 1929 eingestellt werden, da White Star das Projekt nicht mehr finanzieren konnte. Die Oceanic hätte mit ihren Abmessungen, ihrer Bauweise und der Art ihres Antriebs neue Maßstäbe für den weltweiten Passagierschiffbau gesetzt: Sie wäre das erste Schiff mit mehr als 300 m (bzw. 1000 Fuß) Länge gewesen und hätte mit ihrer projektierten riesigen dieselelektrischen Antriebsanlage einen bedeutenden Entwicklungsschritt hin zum modernen Schiffsantrieb bedeutet.

## Geschichte
1927 war die White Star Line von der britischen Reederei Royal Mail Line übernommen worden. Deren Direktor, Lord Kylsant, war ein überzeugter Befürworter des Dieselmotorenantriebs auf Schiffen. Da White Star zu dieser Zeit Planungen für den Bau eines neuen, großen Liniendampfers angestellt hatte, sah Kylsant seine Chance gekommen, die Eignung des Dieselantriebs auch für große Hochseeschiffe unter Beweis zu stellen – bisher hatte man für solche Entwürfe stets Dampfturbinen bzw. Kolbendampfmaschinen bevorzugt. Die Verwendung dieses neuartigen Antriebssystems galt daher als großes Wagnis, da es noch nie zuvor entsprechend erprobt worden war. Bereits 1926 waren erste Designstudien angefertigt und die Öffentlichkeit über das Bauvorhaben der White Star Line in Kenntnis gesetzt worden. Offiziell sollte das Schiff die alternde Homeric ersetzen. Bei der Namensgebung entschied man sich, zum dritten Mal in der Firmengeschichte von White Star auf Oceanic zurückzugreifen: Bereits zweimal, mit der Oceanic von 1871 und der Oceanic von 1899, hatte das Flaggschiff der Reederei diesen Namen getragen. Die Baukosten sollten sich auf ca. 7 Millionen Pfund Sterling (Gegenwert Stand 2010: 317 Millionen Pfund Sterling bzw. 380 Millionen Euro) belaufen.

## Entwurf und Verbleib
Das Design der Oceanic beinhaltete zahlreiche damals richtungsweisende Merkmale: So sollte sie ein modernes Kreuzerheck erhalten und ihre drei Schornsteine sollten elliptische Form bei relativ niedriger Höhe einnehmen. Konventionell waren hingegen die beiden Schiffsmasten und der „klassische“ gerade Steven. Bahnbrechend waren neben den Abmessungen (307,8 m Länge, 36,6 m Breite und mehr als 60.000 BRT Rauminhalt) vor allem die Eigenschaften der dieselelektrischen Antriebsanlage: Diese sollte aus insgesamt 47 6-Zylinder-Dieselmotoren bestehen, die zusammen rund 275.000 PS erzeugen konnten. Diese Kraft sollte dann in vier Elektromotoren mit je 7,3 m Durchmesser geleitet werden, die wiederum je eine der vier Propellerwellen versorgten. Zusammen konnten dann rund 200.000 PS für den Vortrieb des Schiffes genutzt werden, was Reisegeschwindigkeiten von 30 Knoten und mehr ermöglicht hätte. Das Gesamtgewicht der Antriebsanlage betrug mehr als 17.000 t, was etwa der Wasserverdrängung eines Schweren Kreuzers entsprach. Mit Ausnahme der – allerdings mit konventionellen Turbinen betriebenen – United States von 1952, die 240.000 PS Maximalleistung erzeugen konnte, wäre die Oceanic somit das stärkste je gebaute Transatlantik-Passagierschiff gewesen. Zur Innenausstattung des Schiffes hieß es, dass es „fitted and furnished in the most luxurious manner“ (ausgerüstet und ausgestattet auf äußerst luxuriöse Weise) sein sollte.
Nach der Kiellegung am 28. Juli 1928 bei Harland & Wolff in Belfast ging der Bau zunächst zügig voran. Mit der sich rasch verschärfenden Wirtschaftskrise verlangsamte sich dann aber der Fortgang zunehmend und mündete dann am 23. Juli 1929 in einem kompletten Baustopp. Am 6. September 1929 wurde offiziell verkündet, dass es bis zu einer endgültigen Entscheidung über die Art des Antriebs (es herrschten offenbar – gerade in der finanziell schwierigen Situation – massive Bedenken über das technische Wagnis mit der Dieselanlage) keine Wiederaufnahme der Arbeiten geben werde. Schließlich musste dann endgültig auf einen Weiterbau der Oceanic verzichtet werden; die bereits nahezu vollständig ausgebaute Kielstruktur des Schiffes wurde in der Folge wieder abgebrochen. Der Entwurf wurde massiv verkleinert und zur Grundlage der 1932 fertiggestellten Georgic.
Die Einstellung des Baus empfanden Marinefachleute der damaligen Zeit als einen großen Verlust für den Schiffbau. Cuthbert Pounder, der Chefingenieur der Werft Harland & Wolff, bezeichnete den Entwurf als „history-making engineering achievement lost for the nation“ (historischer ingenieurwissenschaftlicher Fortschritt, der für die Nation verloren ist).

## Sonstiges
Die Oceanic wäre das einzige Schiff der White Star Line gewesen, das in allen drei wesentlichen Aspekten des Transatlantik-Wettbewerbs eine Führungsposition angestrebt hätte: Größe, Komfort und Geschwindigkeit. Bisher hatte die Reederei bei ihren Großbauten nur auf Größe und Komfort gesetzt (vgl. Olympic-Klasse).